# Тересін (Великопольське воєводство)
Тересін (пол. Teresin, нім. Theresia) — село в Польщі, у гміні Тшцянка Чарнковсько-Тшцянецького повіту Великопольського воєводства.
Населення — 136 осіб (2011).
У 1975-1998 роках село належало до Пільського воєводства.

## Демографія
Демографічна структура станом на 31 березня 2011 року:
|          | Загалом | Допрацездатний вік | Працездатний вік | Постпрацездатний вік |
| -------- | ------- | ------------------ | ---------------- | -------------------- |
| Чоловіки | 70      | 19                 | 46               | 5                    |
| Жінки    | 66      | 17                 | 37               | 12                   |
| Разом    | 136     | 36                 | 83               | 17                   |